# Élections législatives luxembourgeoises de 1860
Les élections législatives de 1860 ont eu lieu au scrutin indirect le 30 juillet 1860 afin de renouveler quinze des trente-et-un membres de l'Assemblée des États. 
Deux autres députés, Jean-Mathias Wellenstein et Charles Bassing démissionnent avant la tenue des élections législatives. De ce fait, les électeurs des cantons de Grevenmacher et de Redange respectivement sont amenés à se rendre aux urnes de manière anticipée pour élire leurs remplaçants au cours de la même journée. 

## Composition de l'Assemblée des États
| Circonscription     | Sièges | Députés                           |
| ------------------- | ------ | --------------------------------- |
| Echternach          | 2      | Pierre Becker                     |
| Echternach          | 2      | Michel Witry                      |
| Esch-sur-Alzette    | 3      | Victor de Tornaco                 |
| Esch-sur-Alzette    | 3      | Jean Steichen                     |
| Esch-sur-Alzette    | 3      | François-Louis-Guillaume Gras     |
| Luxembourg-Campagne | 3      | Théodore Eberhard                 |
| Luxembourg-Campagne | 3      | Dominique Stiff                   |
| Luxembourg-Campagne | 3      | Adolphe Fischer                   |
| Mersch              | 2      | Henri Witry                       |
| Mersch              | 2      | Jean-Pierre Fischer               |
| Remich              | 2      | Ernest-Charles-Damien Simons      |
| Remich              | 2      | Gustave Lessel                    |
| Wiltz               | 3      | Jean-Charles Mathieu              |
| Wiltz               | 3      | Henri Greisch                     |
| Wiltz               | 3      | Jean-Joseph-Georges Faber-Knepper |

Joseph Ritter et Jean-Pierre Glesener sont quant à eux élus dans les cantons de Grevenmacher et de Redange respectivement en remplacement des députés démissionnaires.